# Elizabeth Hurley
Elizabeth Jane Hurley (Basingstoke, Inglaterra, 10 de junio de 1965), también conocida como Liz Hurley, es una actriz británica, especialmente popular por sus actividades como modelo y diseñadora de moda.
En los noventa, Hurley se hizo conocida por ser la novia de Hugh Grant. En 1994, cuando Grant se convirtió en el centro de la atención de los medios internacionales debido al éxito de su película Cuatro bodas y un funeral, lo acompañó al estreno de la película en Los Ángeles (California) luciendo un Versace negro de escote profundo sostenido por imperdibles de oro, el cual le valió la inmediata atención de los medios.

## Carrera
De madre protestante y padre católico de ascendencia irlandesa, Hurley tomó clases de ballet y recibió una beca para un internado a los doce años. Pero fue expulsada por sus bajas calificaciones.

### Inicios: Películas españolas
Más adelante incursionó en teatro y publicidad, participó en el episodio 3 de la serie de TV "Inspector Morse" y en 1987 obtuvo un papel destacado en la película española Remando al viento de Gonzalo Suárez, en cuyo rodaje conoció al luego famosísimo Hugh Grant. Mantuvieron un largo noviazgo, pero nunca llegarían a casarse y rompieron trece años después. Posteriormente formó parte del reparto de El largo invierno (1992) de Jaime Camino. 
En 1989 protagonizó un telefilme, Act of Will, donde interpretó a una mujer, Christabel Bielenberg, que debe salvar a su esposo de los campos de concentración nazi.

### Fama instantánea: «Aquel vestido» de Versace
Siguió trabajando en películas y en televisión, si bien sin demasiado éxito, hasta que en 1994 se convirtió instantáneamente en una celebridad por su relación con el ya famoso Hugh Grant, y en especial por su sonada aparición en el estreno de Cuatro bodas y un funeral: acompañó a su novio (el protagonista de la película) vestida con un modelo de Gianni Versace sumamente escotado y cerrado con imperdibles dorados. Este diseño, apodado en inglés como «That Dress» («Aquel vestido») y que algunos creen el más influyente de toda la carrera del modisto italiano, propulsó a Liz Hurley como celebrity. A partir de entonces, la actriz fue asociada a importantes diseñadores de moda y perseguida por la prensa.

### Actriz de comedia y modelo
En los años siguientes se especializó en filmes de comedia: participó en dos películas de la trilogía de humor Austin Powers (1997 y 1999), en la película Mi marciano favorito (1999) y llegó a interpretar al Demonio (en mujer) en la comedia Al diablo con el diablo (2000), junto a Brendan Fraser. Pero también participó en proyectos serios como el thriller El peso del agua (2000) de la luego multipremiada directora Kathryn Bigelow; aquí se codéo con Sean Penn y Sarah Polley. 
Posteriormente sus trabajos se fueron reduciendo, si bien ha recuperado cierto auge en televisión: en 2011 empezó a participar en la serie Gossip Girl y en 2015-16 desempeña el papel protagonista en The Royals, codeándose con Joan Collins.
Debido a su bella apariencia física y fama internacional, logró llamar la atención de los cosméticos Estée Lauder, quienes la contrataron para ser su cara oficial en publicidad. Actualmente es el rostro emblema de la línea ReNutriv Skin Care, de dicha firma.

## Vida privada
Hurley debió su fama inicial a Hugh Grant, y de hecho se dice que alcanzó la fama instantánea en 1994, tras su explosiva aparición junto a Grant en el estreno de la película Cuatro bodas y un funeral, que él protagonizaba. Desde entonces, ella ha aparecido en más de quince películas.
Se asoció con Grant para formar la compañía productora Simian Productions, que ha producido las películas Mickey ojos azules (1999) y Medidas extremas (1996). Su noviazgo con Hugh Grant terminó en mayo de 2000.
Luego tuvo relaciones con el millonario Ted Forstmann y el actor Denis Leary. En 2007 se casó con el empresario indio Arun Nayar, del que se divorció en junio de 2011.
Adicionalmente, fue la productora ejecutiva de la película Método (2004).

## Filmografía
| Año  | Título                                      | Personaje                  |
| 1987 | Aria                                        | Marietta                   |
| 1988 | Remando al viento                           | Claire Clairmont           |
| 1989 | Act of Will (TV)                            | Christina                  |
| 1990 | Death Has a Bad Reputation (TV)             | Julia Latham               |
| 1990 | Kill Cruise                                 | Lou                        |
| 1990 | The Orchid House (TV)                       | Natalie                    |
| 1992 | El largo invierno                           | Emma Stapleton             |
| 1992 | Passenger 57                                | Sabrina Ritchie            |
| 1994 | Beyond Bedlam                               | Stephanie Lyell            |
| 1994 | Sharpe's Enemy (TV)                         | Lady Isabella Farthingdale |
| 1995 | The Shamrock Conspiracy (TV)                | Cecilia Harrison           |
| 1995 | Shameless                                   | Antonia                    |
| 1995 | Mad Dogs and Englishmen                     | Antonia Dyer               |
| 1996 | Harrison: Cry of the City (TV)              | Cecilia Harrison           |
| 1996 | Sansón y Dalila (TV)                        | Dalila                     |
| 1997 | Tierra de odios                             | Karen                      |
| 1997 | Austin Powers: International Man of Mystery | Vanessa Kensington         |
| 1998 | Permanent Midnight                          | Sandra Stahl               |
| 1999 | Mi Marciano Favorito                        | Brace Channing             |
| 1999 | EDtv                                        | Jill                       |
| 1999 | Austin Powers: The Spy Who Shagged Me       | Vanessa Kensington         |
| 2000 | The Weight of Water                         | Adaline Gunne              |
| 2000 | Al diablo con el diablo                     | El Diablo                  |
| 2001 | Double Whammy                               | Dr. Ann Beamer             |
| 2002 | Bad Boy                                     | Anna Lockheart             |
| 2002 | Serving Sara                                | Sara Moore                 |
| 2004 | Method                                      | Rebecca Fairbanks          |
| 2011 | Gossip Girl                                 | Diana Payne                |
| 2015 | The Royals                                  | Queen Helena               |
| 2019 | Marvel's Runaways                           | Morgana le Fay             |
| 2024 | Strictly Confidential                       | Lily                       |